# LGBTQ2S+ au Canada
Les personnes lesbiennes, gays, bisexuelles, trans, queer et bispirituelles (LGBQT2S+) au Canada partagent une histoire et des conditions de vie.

## Histoire
Entre les années 1950 et 1990, la Purge LGBT représente les séries de discriminations et de congédiements de travailleurs de la fonction publique canadienne, de la Gendarmerie royale du Canada (GRC) et des Forces armées canadienne en raison de leur homosexualité présumée.
La journée de visibilité lesbienne nait au Canada au début des années 1980.
La légalisation des relations homosexuelles au Canada s’est faite en 1999. L’année suivante, le Parlement va permettre aux couples homosexuels les mêmes droits civils que les couples hétérosexuels. C’est en 2002 que la Cour Suprême de l’Ontario est en faveur d’une union maritale entre deux hommes de manière légale. La Cour a décrété que de ne pas inclure les relations homosexuelles au niveau des mariages et des institutions légales était contre la Charte canadienne des droits et libertés. Par conséquent, la Cour a donc donné deux ans à l’Ontario pour changer ses lois et rendre possible le mariage aux personnes de même sexe. 
Une convention s'est déroulé en 2006 à Montréal concernant les personnes intersexes et intergenres en Europe principalement. Cette convention a abordé de nombreux sujets concernant les personnes intersexués, leur place dans le mouvement LGBTQ, etc. et a plus de 1500 chercheurs et militants. C’est durant cette convention qu’il y a eu le premier atelier sur les personnes intersexuées, mettant pour la première fois en avant ce groupe marginalisé autant à l’intérieur qu’à l’extérieur de la communauté. La déclaration de Montréal qui a terminé la convention intègre les personnes intersexes et intergenres comme faisant intégralement partie de la communauté LGBTQ2S+. Le Canada a aussi participé, durant la même année, avec la France, l’Angleterre, la Belgique et la Suisse aux Premières universités d’été des intersexes et intergenres d’Europe.  
En 2025 ouvre le Monument national LGBTQ2+.

## Démographie
Selon un recensement officiel de 2022, 100 000 canadiens sont trans.